# Wallauer Spange
| Streckennummer (DB): | 3645                 |                                       |                                       |
| Streckenlänge: | 4,135 km             |                                       |                                       |
| Spurweite: | 1435 mm (Normalspur) |                                       |                                       |
| Stromsystem: | 15 kV, 16,7 Hz ~     |                                       |                                       |
| Maximale Neigung: | 31,2 ‰               |                                       |                                       |
| Minimaler Radius: | 740 m                |                                       |                                       |
| Streckengeschwindigkeit: | 130 km/h             |                                       |                                       |
| Zweigleisigkeit: | (durchgehend)        |                                       |                                       |
| |                      |                                       |                                       |
| \| \| \| von Wiesbaden Hbf \| \| \| \| 0,0 \| Delkenheim (Abzw) \| Delkenheim (Abzw) \| \| \| \| nach Breckenheim (zur SFS) \| \| \| \| 1,2 \| Wallau/Delkenheim \| Wallau/Delkenheim \| \| \| 2,7 \| Bundesautobahn 3 \| Bundesautobahn 3 \| \| \| \| von Köln Steinstraße Abzw (höhenfrei) \| \| \| \| 4,1 \| Diedenbergen (Abzw) \| Diedenbergen (Abzw) \| \| \| \| nach Frankfurt (Main) Stadion Süd \| \| \| \| \| \| \| \| Quellen: [2] \| \| \| \| |                      |                                       |                                       |
| Strecke |                      | von Wiesbaden Hbf                     | von Wiesbaden Hbf                     |
| ehemalige Blockstelle | 0,0                  | Delkenheim (Abzw)                     | Delkenheim (Abzw)                     |
| Abzweig ehemals geradeaus und nach links |                      | nach Breckenheim (zur SFS)            | nach Breckenheim (zur SFS)            |
| Haltepunkt / Haltestelle (Strecke außer Betrieb) | 1,2                  | Wallau/Delkenheim                     | Wallau/Delkenheim                     |
| Brücke (Strecke außer Betrieb) | 2,7                  | Bundesautobahn 3                      | Bundesautobahn 3                      |
| Abzweig ehemals geradeaus und von links |                      | von Köln Steinstraße Abzw (höhenfrei) | von Köln Steinstraße Abzw (höhenfrei) |
| ehemalige Blockstelle | 4,1                  | Diedenbergen (Abzw)                   | Diedenbergen (Abzw)                   |
| Strecke |                      | nach Frankfurt (Main) Stadion Süd     | nach Frankfurt (Main) Stadion Süd     |
| |                      |                                       |                                       |
| Quellen: |                      |                                       |                                       |

Die Wallauer Spange ist eine geplante Bahnstrecke, die Wiesbaden Hbf über die Bahnstrecke Breckenheim–Wiesbaden mit der Schnellfahrstrecke Köln–Rhein/Main in Richtung Frankfurt (Main) Flughafen Fernbahnhof verbinden soll. Über die Strecke soll im Regionalverkehr der Hessenexpress zwischen Wiesbaden und dem Frankfurter Flughafen verkehren und die Fahrzeit auf etwa 15 Minuten reduzieren. Die Wallauer Spange gilt als Teil des Projektes Neubaustrecke Rhein/Main–Rhein/Neckar.

## Geschichte

### Frühere Planungen

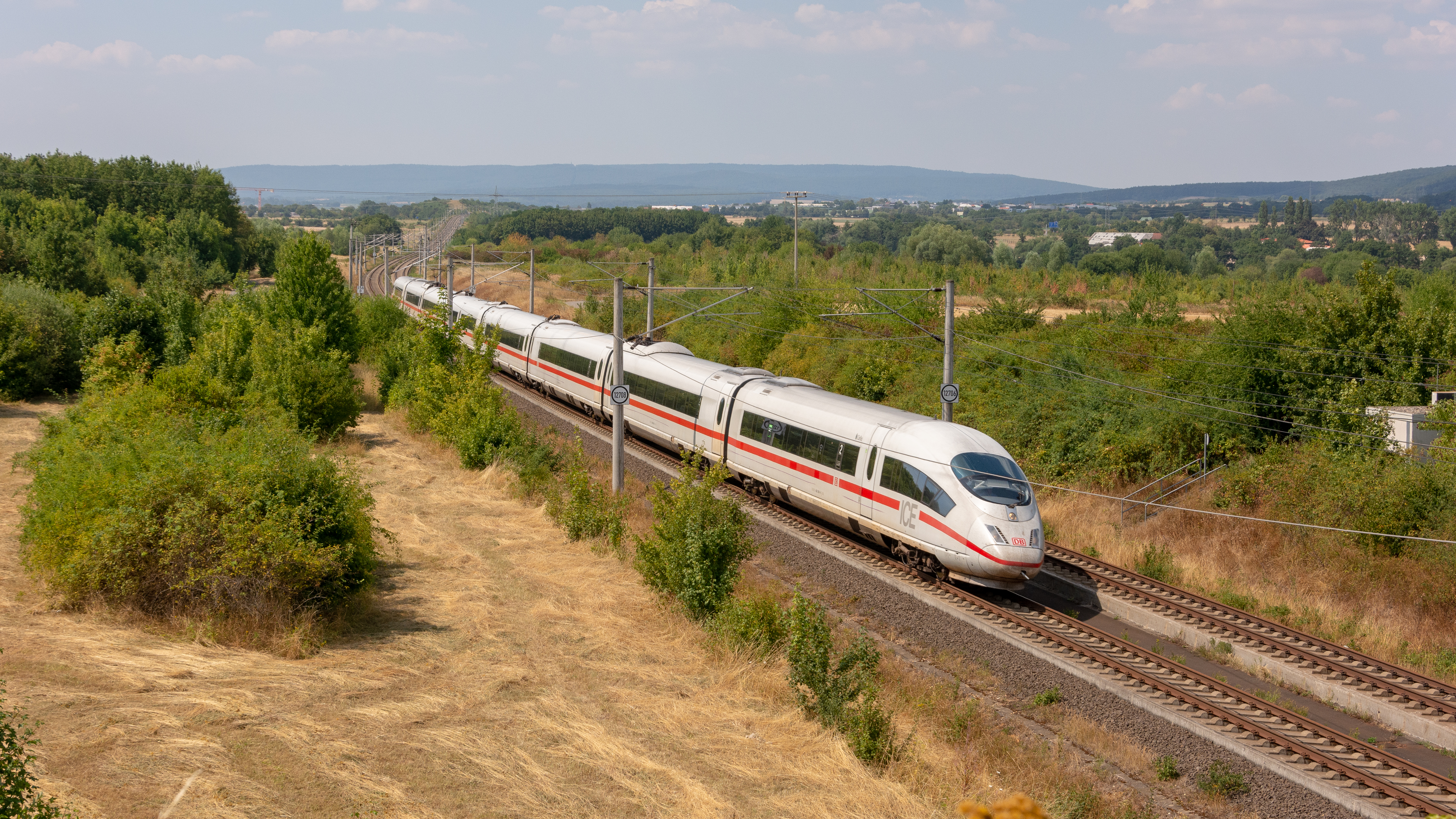
Schnellfahrstrecke Köln–Rhein/Main, im Hintergrund die Stelle, an der die Wallauer Spange in die Schnellfahrstrecke einfädeln soll.

Die 2002 eröffnete Bahnstrecke Breckenheim–Wiesbaden bindet Wiesbaden bereits an die Schnellfahrstrecke in Richtung Norden nach Köln an. Während der Planungen für diese Strecke wurde als Option auch eine zweigleisige und mit 160 km/h befahrbare Verbindungsspange für die Relation Wiesbaden–Frankfurt am Main erwogen. Diese wäre von einer Abzweigstelle unweit des Südportals des geplanten Tunnels Wallau von der Strecke nach Breckenheim ausgefädelt, wäre südlich der A 66 zwischen Wallau und Delkenheim verlaufen, um schließlich westlich des Autobahnkreuzes im 1.380 m langen Tunnel Massenheim (Radius: 2.000 m) die Autobahn in östlicher Richtung zu unterqueren und beim Streckenkilometer 157 in die Neubaustrecke einzufädeln. Die Finanzierung dieser Option war Mitte 1992 nicht gesichert.
Vor dem Hintergrund der sich verschlechternden Anbindung Wiesbadens an die Neubaustrecke wurde 2007 von Seiten der Stadt die Realisierung der Wallauer Spange gefordert. Die Fahrzeit zwischen Wiesbaden und dem Fernbahnhof am Flughafen würde sich von 28 bis 39 Minuten auf etwa 15 Minuten verringern. Die Kosten wurden in den 1990er Jahren mit etwa 100 Millionen D-Mark kalkuliert und lagen 2007 bei geschätzten 65 Millionen Euro. In einer Machbarkeitsstudie schätzte die Intraplan Consult 2011 die Baukosten auf 43 Millionen Euro.

### Planungen seit 2015
Eine Studie des Verkehrsministeriums vom März 2015 sieht ein positives Kosten-Nutzen-Verhältnis für die Wallauer Spange, falls diese zusammen mit einer Neubaustrecke von Frankfurt nach Darmstadt realisiert werde und sogenannte „Hessen-Express-Züge“ von Darmstadt bzw. Frankfurt Hbf über den Frankfurter Flughafen nach Wiesbaden im Stundentakt bestellt werden würden. Die Strecke soll die Bundesautobahn 3 unter- oder überqueren. Dies könne im Rahmen eines angedachten Umbaus des Wiesbadener Kreuzes erfolgen. 2016 wurde eine eingleisige Variante mit höhengleichem Abzweig von Wiesbaden und höhenfreier Einfädelung in die Schnellfahrstrecke in den Bundesverkehrswegeplan 2030 aufgenommen.
Am 12. Januar 2016 kündigten Hessens Verkehrsminister Tarek Al-Wazir und Bahnchef Rüdiger Grube die Realisierung des Vorhabens an, mit dessen Planung 2016 begonnen werden soll. Die Strecke ist Teil des Projekts Neubaustrecke Rhein/Main–Rhein/Neckar.
In dem im Oktober 2018 vorgestellten ersten Gutachterentwurf des Deutschlandtakts ist eine zweigleisige Wallauer Spange vorgesehen. Auch die Deutsche Bahn plant seit 2019 eine zweigleisige Strecke. Die zusätzlichen Kosten für das zweite Gleis gelten dabei als Nahverkehrsmaßnahme und werden aus Mitteln des Landes Hessen im Rahmen der Leistungs- und Finanzierungsvereinbarung (LuFV) finanziert.
Die Parlamentarische Befassung gemäß Bedarfsplanumsetzungsvereinbarung fand am 3. Juli 2020 statt. Die Planfeststellungsunterlagen wurden mit dem Jahreswechsel 2022/2023 eingereicht. Im Oktober 2023 wurde der Planfeststellungantrag zurückgezogen und nach einer Überarbeitung im März 2024 erneut eingereicht. Hintergrund sei, dass für umweltfachliche Kompensationsmaßnahmen anstelle der Landeskompensationsverordnung nunmehr die Bundeskompensationsverordnung gelte. Die Deutsche Bahn rechnete dadurch mit einer Verzögerung des Projekts um ein Jahr. Der Baubeginn soll Anfang 2026, die Inbetriebnahme der Strecke Ende 2028 erfolgen.
Am 31. Januar 2024 wurde erneut ein Antrag auf Planfeststellung gestellt. Das Eisenbahn-Bundesamt stellte am 21. Mai 2024 fest, dass eine Umweltverträglichkeitsprüfung durchzuführen sei. Die entsprechenden Unterlagen werden vom 17. Juni bis 16. Juli 2024 veröffentlicht.

## Haltepunkt
Ein Haltepunkt für Wallau war Gegenstand einer Potentialstudie, die im Sommer 2019 abgeschlossen werden sollte. Der Standort unmittelbar an der Anschlussstelle Wallau der Bundesautobahn 66 wurde in die Planungen unter dem Namen Wallau/Delkenheim aufgenommen. Im November 2020 erklärte die Stadt Hochheim, 20 Prozent der Kosten für einen Haltepunkt selbst zu tragen.

## Hessenexpress
Mit dem so genannten Hessenexpress soll die Reisezeit zwischen Wiesbaden Hauptbahnhof und dem Frankfurter Flughafen von 34 auf 16 Minuten sinken. Vorgesehen war 2016, die Züge von dort zum Frankfurter Hauptbahnhof oder nach Darmstadt und Mannheim zu führen.
Der Hessenexpress soll ab der Inbetriebnahme der Wallauer Spange im Halbstundentakt zwischen Wiesbaden und Frankfurt (Main) Flughafen Fernbahnhof sowie im Stundentakt weiter nach Frankfurt (Main) Hbf verkehren. Nach der Inbetriebnahme des Nordabschnitts der Neubaustrecke Frankfurt–Mannheim (Zeppelinheim–Darmstadt) soll die am Flughafen endende Linie nach Darmstadt Hbf verlängert werden, sodass auch Darmstadt im Stundentakt an den Flughafen angebunden wird.